# Święty Jerzy zabijający smoka (obraz z 1506)
Święty Jerzy zabijający smoka – obraz olejny namalowany przez Rafaela, znajdujący się w zbiorach National Gallery of Art w Waszyngtonie.
Rafael jest autorem dwóch obrazów przedstawiających św. Jerzego walczącego ze smokiem. Na obu obrazach malarz nawiązuje do popularnej w legendy średniowiecznej o odważnym rycerzu, który udzielił pomocy miastu nękanemu przez smoka. Oba obrazy powstały podczas jego pobytu we Florencji. Wcześniejsza wersja z 1505 roku jest przechowywana w Luwrze, druga wersja, znajdująca się w Waszyngtonie, została namalowana rok później Oba dzieła zamówił w 1504 roku książę Urbino Guidobaldo da Montefeltro, który podarował je królowi Anglii Henrykowi VII Tudorowi. Według innego źródła obraz z 1506 roku trafił do emisariusza królewskiego Gilberta Talbota. 
Na obrazie św. Jerzy zabija smoka kopią lub włócznią. Broń jest skruszona, co świadczy o tym, że walka trwa od dłuższego czasu. Rycerz ma na sobie lekką zbroję, hełm jest ozdobiony pióropuszem. Koń rycerza jest śnieżnobiały, w rączym pędzie niesie jeźdźca do przodu. Znajdująca się w tle królewska córka składa modlitwy oraz oczekuje na rozstrzygnięcie walki. Pejzaż w tle jest zdominowany przez pagórki i przepuszczające światło topole.
W porównaniu do wcześniejszej wersji obrazu Rafael zastosował delikatniejsze kolory oraz ukazał scenę w spokojniejszym tonie. Zbliżony ton Rafael zastosował wcześniej na obrazie Święty Michał walczący z szatanem (Mały Święty Michał) z 1504 roku.